# Лібенбург
Лібенбург (нім. Liebenburg) — громада в Німеччині, розташована в землі Нижня Саксонія. Входить до складу району Гослар.
Площа — 78,73 км2. Населення становить 7709 ос. (станом на 31 грудня 2021).

## Географії

### Адміністративний поділ
Крім історичної території міста Лібенбург до його сучасних меж з 1 липня 1972 року включені території 9 навколишніх сіл:
- Грос-Дерен
- Гайсум
- Дернтен
- Кляйн-Дерен
- Кляйн-Манер
- Ноєнкірхен
- Остгарінген
- Отфрезен
- Упен

## Галерея

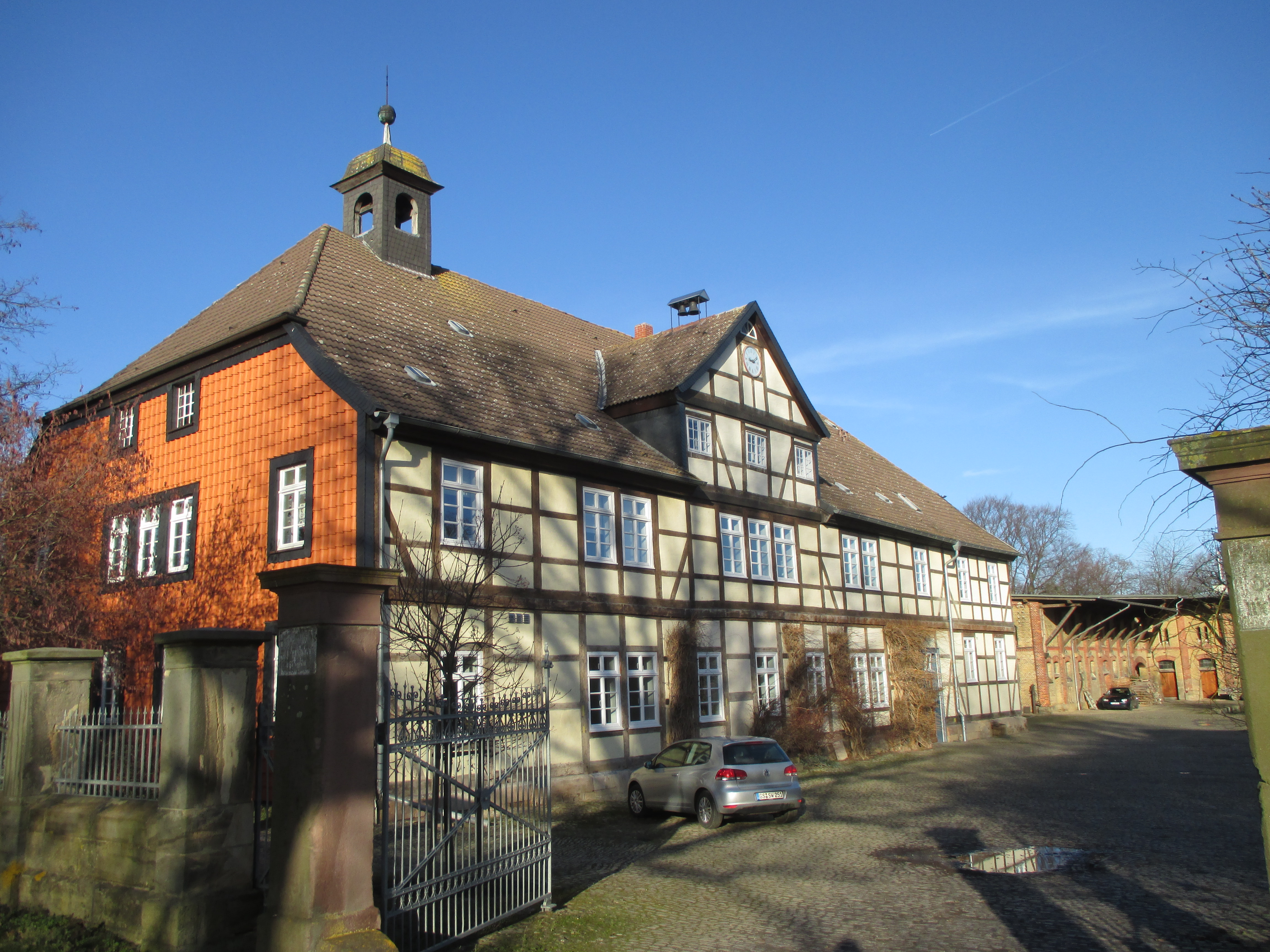
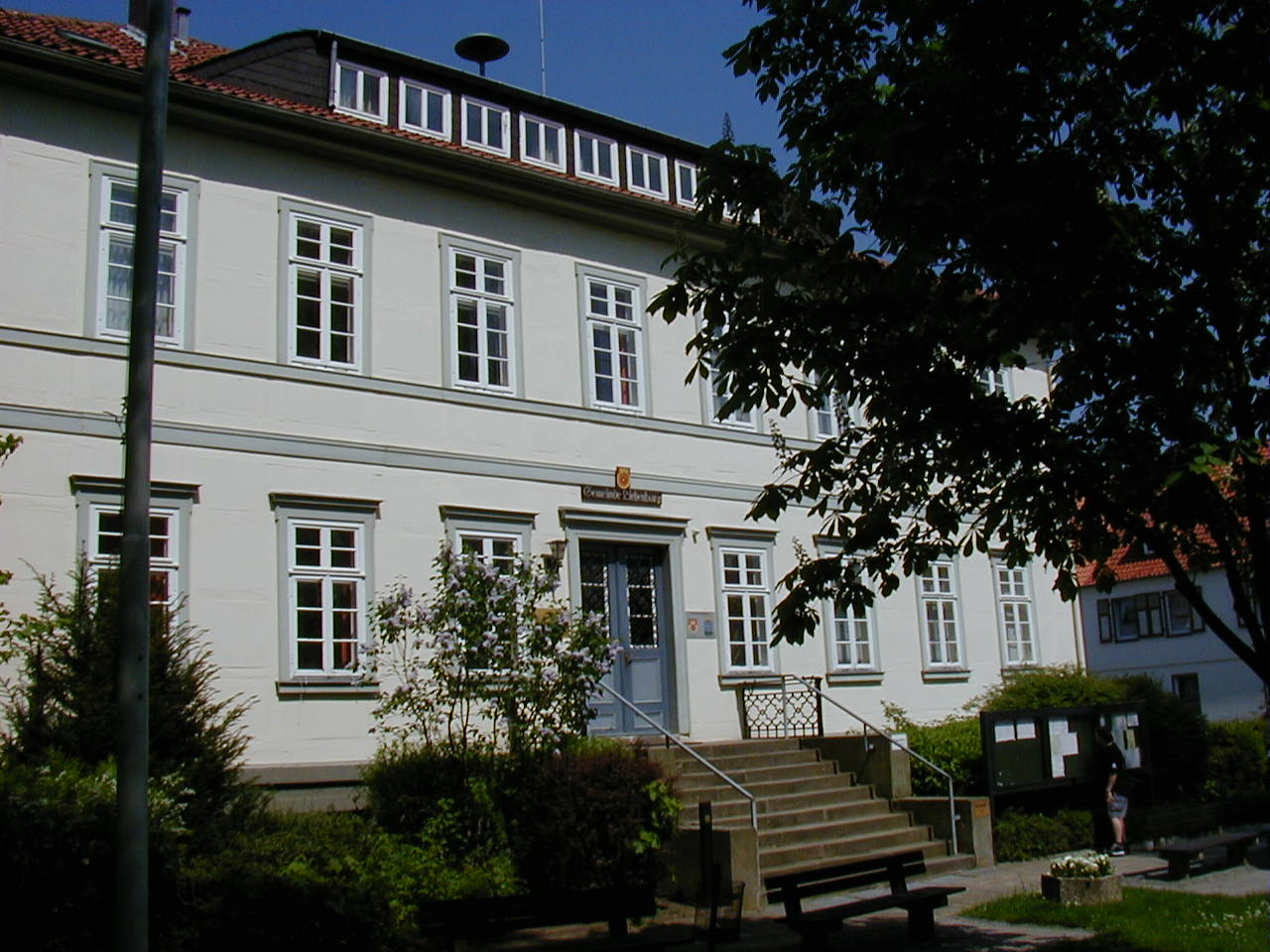
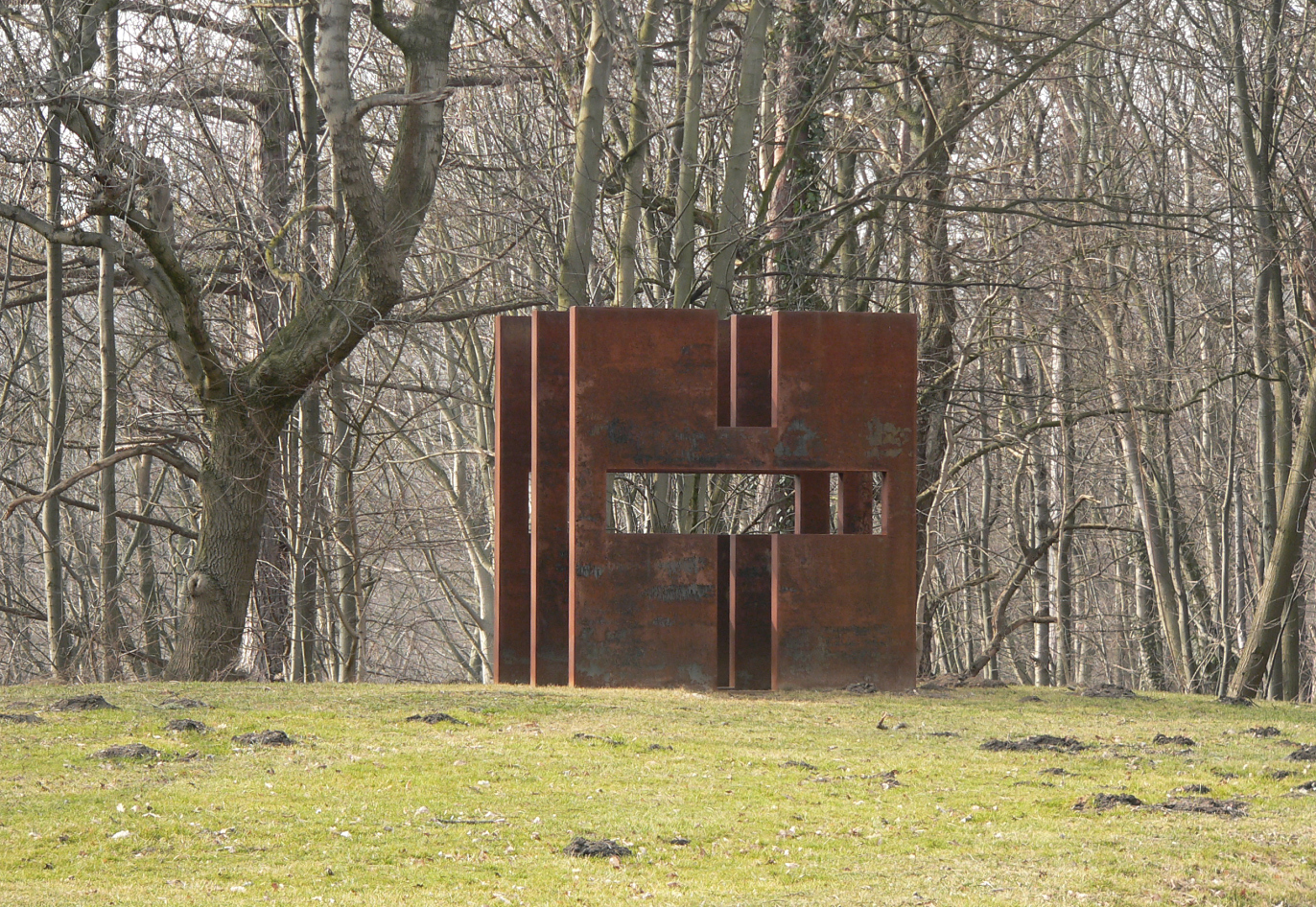
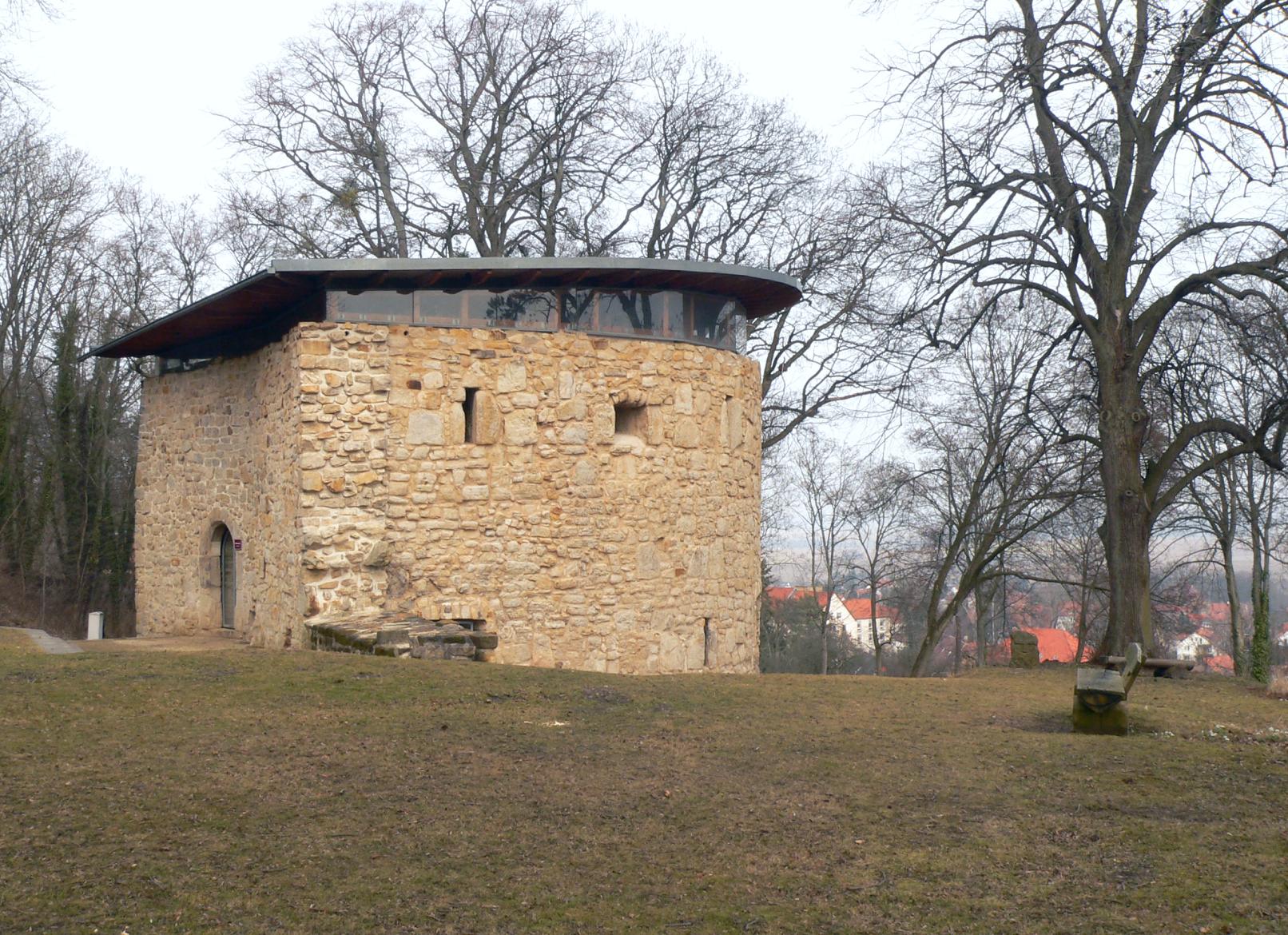
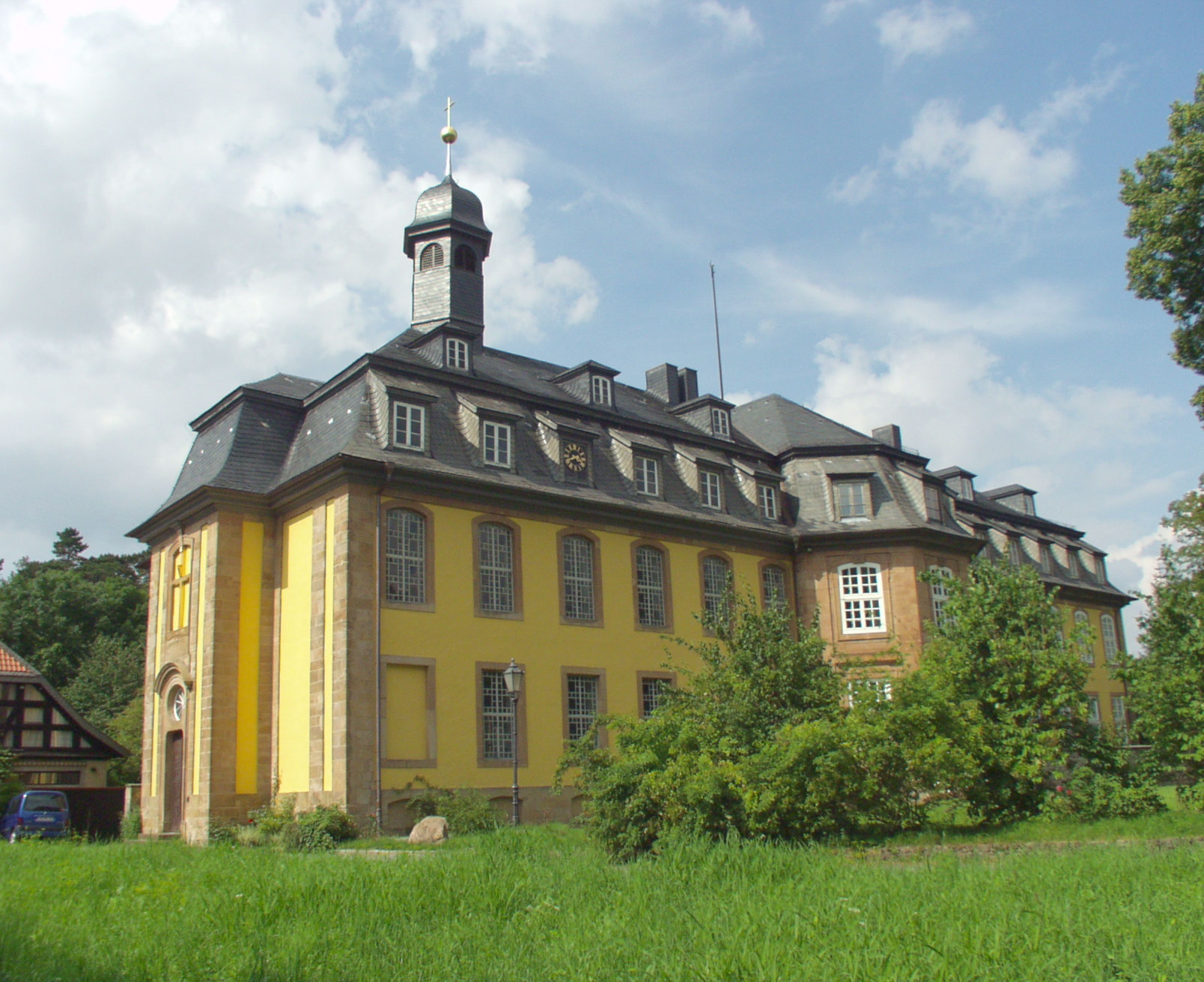
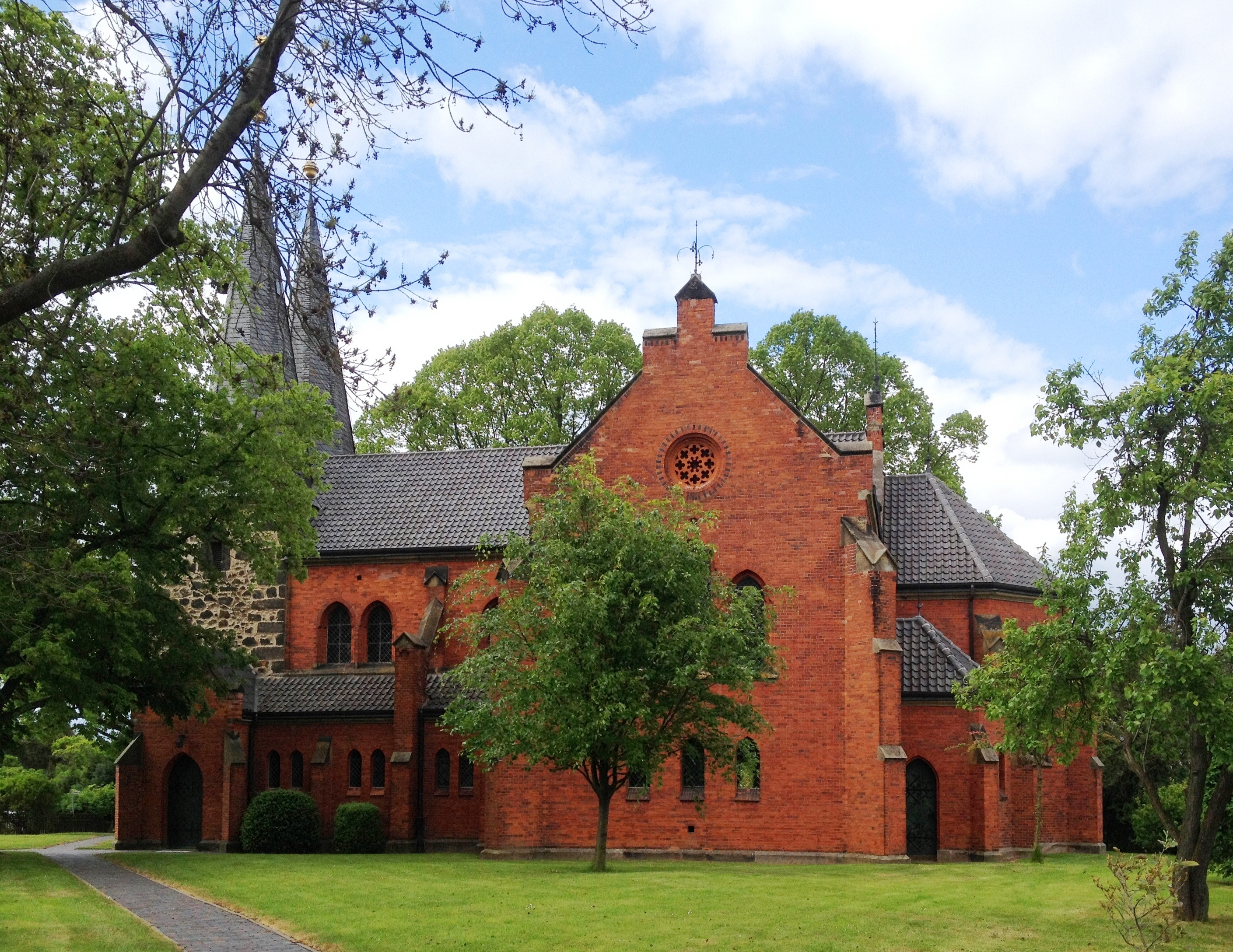